# France aux Jeux paralympiques d'hiver de 1976
La France participe aux Jeux paralympiques d'hiver de 1976 à Örnsköldsvik, en Suède du 21 au 28 février 1976. Il s'agit de sa 1re participation à des Jeux paralympiques d'hiver.

## Délégation
La délégation menée par Aimé Planchon est composée de vingt sportifs (9 en ski de fond et 11 en ski alpin).

## Médaillés

### Médailles d’or
| Sport     | Discipline              | Athlète(s)      | Performance | Date |
| --------- | ----------------------- | --------------- | ----------- | ---- |
| Ski alpin | Slalom géant homme IV A | Bernard Baudéan |             |      |
| Ski alpin | Combiné hommes IV A     | Bernard Baudéan |             |      |

### Médailles d’argent
| Sport | Discipline | Athlète(s) | Performance | Date |
| ----- | ---------- | ---------- | ----------- | ---- |
|       |            |            |             |      |

### Médailles de bronze
| Sport     | Discipline             | Athlète(s)      | Performance | Date |
| --------- | ---------------------- | --------------- | ----------- | ---- |
| Ski alpin | Slalom hommes IV A     | Bernard Baudéan |             |      |
| Ski alpin | Slalom géant hommes II | Rémy Arnod      |             |      |
| Ski alpin | Combiné hommes II      | Rémy Arnod      |             |      |

## Sports

### Ski alpin

#### Sélection
| Homme(s) | Femme(s)           |
| --- | ------------------ |
| - Rémy Arnod - Bernard Baudéan - Hubert Dussol - Claude Ebner - Marcel Girod - Patrick Knaff - Louis Loison - André Miegebielle - Pierre Nougaret - Marcel Perrin | - Micheline Perrin |

#### Ski de fond

##### Sélection
| Homme(s)                                                                                              | Femme(s)                                                    |
| --- | ----------------------------------------------------------- |
| - Guy Bertrand - Raymond Calitka - Robert Dutron - René Pernod - Fernand Perrissin-Faber - Jean Place | - Catherine Billon - Françoise Billon - Claudette Thomassey |